# 정남진리조트
정남진리조트(正南津리조트, Jeongnamjin Resort)는 대한민국 장흥군에 있는 휴양 시설 및 체육 시설이다. 숙박 시설, 체육관, 천연잔디 축구 경기장, 인조잔디 축구 경기장, 캠핑장 등으로 조성되어 있다.

## 참고 문헌
- 《전국 공공체육 시설 현황 (2017년말 기준)》. 대한민국 문화체육관광부. 2019. 2020년 7월 16일에 원본 문서에서 보존된 문서. 2019년 6월 24일에 확인함.
- “정남진리조트”. 장흥군청.